# Placido Maria Schiaffino
Placido Maria Schiaffino, O.S.B. Oliv. (Gênova, 5 de setembro de 1829 – Subiaco, 23 de setembro de 1889) foi um cardeal italiano da Igreja Católica, prefeito da Sagrada Congregação do Índice dos Livros Proibidos e bibliotecário da Biblioteca Vaticana.

## Biografia
De família modesta, completou seus estudos iniciais em Gênova e em 1846 ingressou na Ordem de Nossa Senhora do Monte Oliveto no mosteiro de San Girolamo di Quarto a Mare. Emitiu a profissão em 17 de outubro de 1847. Foi enviado a Roma para estudar filosofia no Collegio Romano em 1847 e no ano seguinte, por causa dos acontecimentos políticos, teve que interrompê-los e foi enviado a Palermo para exercer as funções de mestre de noviços no Mosteiro olivetano da Sicília.
Foi ordenado padre em 1852. Continuou seus estudos em Roma de 1850 a 1854, obtendo um doutorado em teologia. Dedicou-se à pregação, residindo na Abadia de Monte Oliveto Maggiore em Siena. Foi nomeado chanceler de sua congregação em 15 de maio de 1859. Em 3 de junho de 1870, foi eleito abade ordinário e vigário geral de sua congregação; nessa qualidade, participou do Concílio Vaticano I. Foi chamado a Roma pelo Papa Leão XIII, que o ouvira pregar na Quaresma de 1868, na Catedral de Perúgia, onde o futuro papa era bispo.
Eleito bispo titular de Níssa em 30 de agosto de 1878, foi consagrado em 1 de setembro, na igreja do mosteiro dos Oblatos de Santa Francesca Romana di Tor de' Specchi, em Roma, por Raffaele Monaco La Valletta, Cardeal-vigário de Roma, coadjuvado por Filippo Manetti, secretário da Sagrada Ccongregação da Visita Apostólica, e por Giulio Lenti, vice-gerente de Roma.
Nomeado presidente da Pontifícia Academia dos Nobres Eclesiásticos em 2 de novembro de 1878, permaneceu até ser nomeado Secretário da Sagrada Congregação para os Bispos e Regulares, em 18 de novembro de 1884.
Foi criado cardeal pelo Papa Leão XIII, no Consistório de 
27 de julho de 1885, recebendo o barrete vermelho e o título de cardeal-presbítero de São João e São Paulo em 30 de julho do mesmo ano.
Foi o presidente honorário da comissão para a celebração do jubileu sacerdotal do Papa Leão XIII, em 1887. Tornou-se prefeito da Sagrada Congregação do Índice dos Livros Proibidos, de 6 de abril de 1888 até 20 de fevereiro de 1889, quando foi nomeado Bibliotecário da Biblioteca Vaticana. Foi membro do Conselho de Estudos Históricos, a partir de 28 de abril de 1889 e, em 18 de maio, tornou-se administrador da abadia beneditina de Subiaco.
Faleceu em 23 de setembro de 1889, de gastroenterite aguda, em Subiaco. Foi velado na igreja da abadia de Subiaco e sepultado no cemitério da cidade. O funeral teve lugar na igreja de Sant'Andrea delle Fratte, em 28 de setembro de 1889, com a missa sendo celebrada por Giovanni Maria Mantovano, O.F.M., bispo titular de Meloe di Licia; a absolvição final foi dada pelo cardeal Lucido Maria Parocchi, cardeal-vigário de Roma, com treze cardeais presentes.
Depois que rumores de que ele havia sido envenenado foram publicados na imprensa liberal, seus médicos publicaram no L'Osservatore Romano de 27 de setembro de 1889 um boletim muito detalhado sobre a natureza de sua doença. Em 1936, seus restos mortais foram transferidos para a Basílica de Santa Maria Nuova.